# Bric del Vaj
Il Bric del Vaj, a 583 m s.l.m., è uno dei rilievi più elevati delle Colline torinesi.

## Descrizione

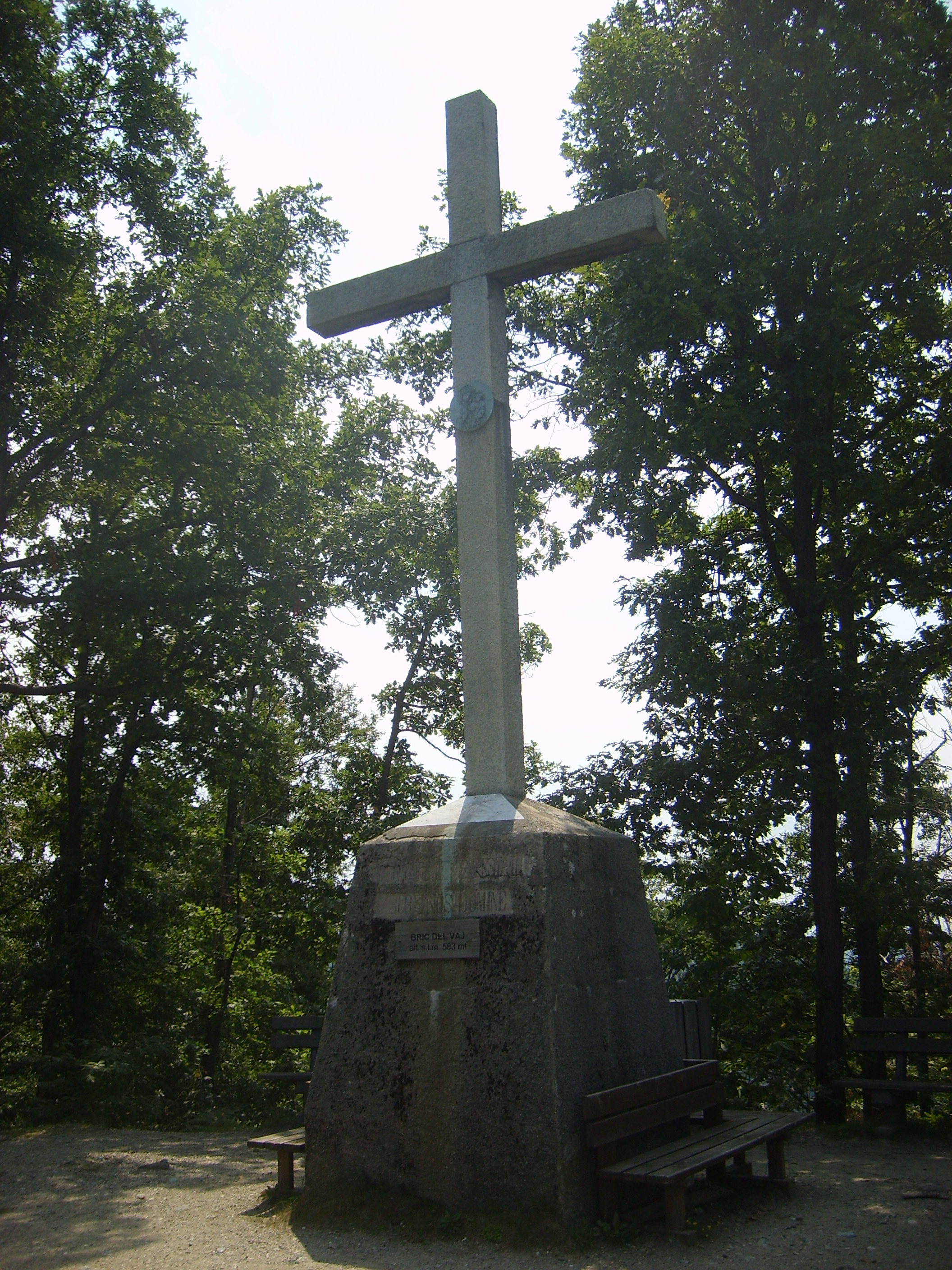
La croce di vetta

Si tratta di una alta collina situata in comune di Castagneto Po, pochi km a sud della città di Chivasso. Rappresenta il rilievo più elevato della zona orientale delle Colline torinesi. Assieme alla zona circostante è incluso nella Riserva naturale del Bosco del Vaj, istituita nel 1978.
 I versanti del Bric del Vaj sono coperti da boschi di latifoglie: la presenza di vari esemplari di faggio ad una quota molto bassa rispetto alle esigenze di questa specie è una delle particolarità botaniche che a portato all'istituzione della riserva naturale.

## Accesso alla cima
La cima del Bric del Vaj può essere raggiunta per un sentiero segnalato che parte da un'area di posteggio nei pressi di Castagneto Po. Sulla vetta si trovano una alta croce e una tavola di orientamento.